# Bicon ruficeps
Bicon ruficeps là một loài bọ cánh cứng trong họ Cerambycidae.